# Iglesia de la Natividad de la Virgen en Putinki
La iglesia de la Natividad de la Virgen en Putinki (del ruso: Церковь Рождества Богородицы в Путинках) es una iglesia del siglo XVII de Moscú. Entre los edificios religiosos más pintorescos de la capital rusa, es una de las últimas iglesias con cubierta en pabellón de la historia de la arquitectura rusa. Para definir ese estilo, el arquitecto francés Eugène Viollet-le-Duc hizo uso del término «gótico de Rusia».
La edificación se caracteriza por los seis remates de cubierta dispuestos en un modo muy inusual: tres de ellos, dispuestos en fila, coronan la iglesia; el cuarto, con una superposición de hileras de kokóshnik corona el refectorio; el quinto, en el centro, es el campanario; y el sexto remata el sagrario en estilo piramidal.
La iglesia fue restaurada en 1897 por el arquitecto Nikolái Sultánov y en 1957 se realizó una segunda intervención.

## Historia y arquitectura
Las obras de construcción del edificio comenzaron en 1649, tras el incendio de una iglesia de madera anterior dedicada a la Natividad de la Santísima Virgen María. Fue voluntad del zar Alexis I, con el fin de embellecer la carretera que conducía desde Moscú hasta el Laura de la Trinidad y San Sergio (monasterio) (desde 1993, Patrimonio de la Humanidad). En 1652, finalmente, se completó la iglesia, pero al año siguiente el Patriarca de Moscú Nikon decidió prohibir la construcción de otras iglesias con cubiertas carpadas. Por esta razón, la iglesia de la Natividad de la Virgen en Putinki es la última de las iglesias de este tipo presentes en Moscú. La leyenda cuenta que Nikon, en el camino hacia el monasterio de la localidad de Sérguiev Posad se escandalizó por el estilo poco ortodoxo de la iglesia.
En 1930 el edificio albergó la hermandad del monasterio Vysoko-Petrovsky, cerrado en 1926 por las autoridades soviéticas. Desde 1935 la iglesia sufrió el mismo destino. En el edificio se instalaron primero oficinas y, más tarde, incluso por la dirección de un circo. En 1990 el templo fue finalmente devuelto a la Iglesia Ortodoxa Rusa. Al año siguiente el hegúmeno Serafim Šlykov fue encontrado muerto en circunstancias misteriosas. Los ritos de adoración, después de décadas de cierre impuesto por el gobierno comunista, se reanudaron normalmente entre agosto de 1991. Una importante contribución a la reapertura de la iglesia fue dada por el actor Aleksandr Abdúlov, cuyo funeral en 2008 se llevó a cabo, como es lógico, en este edificio.

## Galería de imágenes

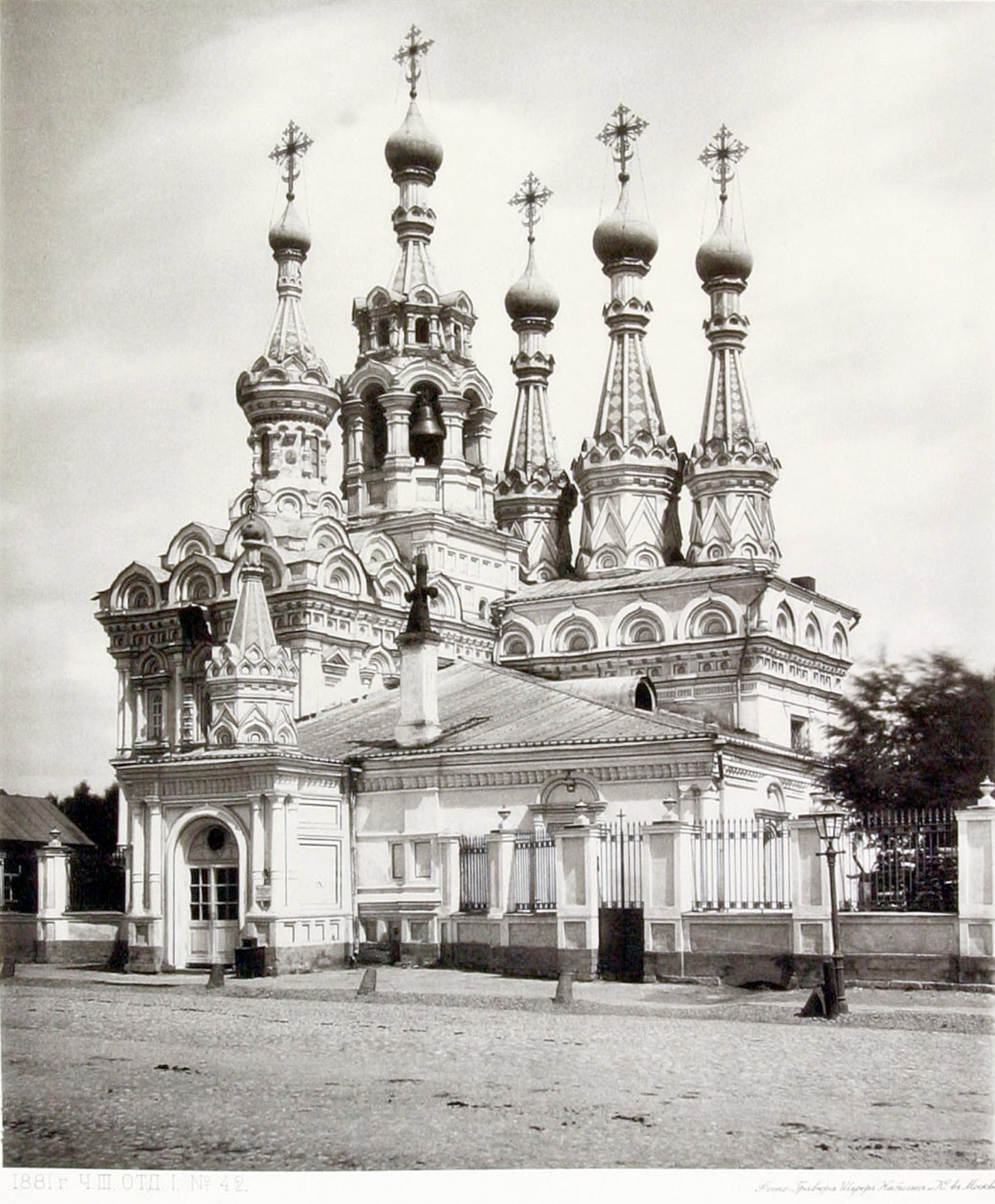
Iglesia de la Natividad en 1882
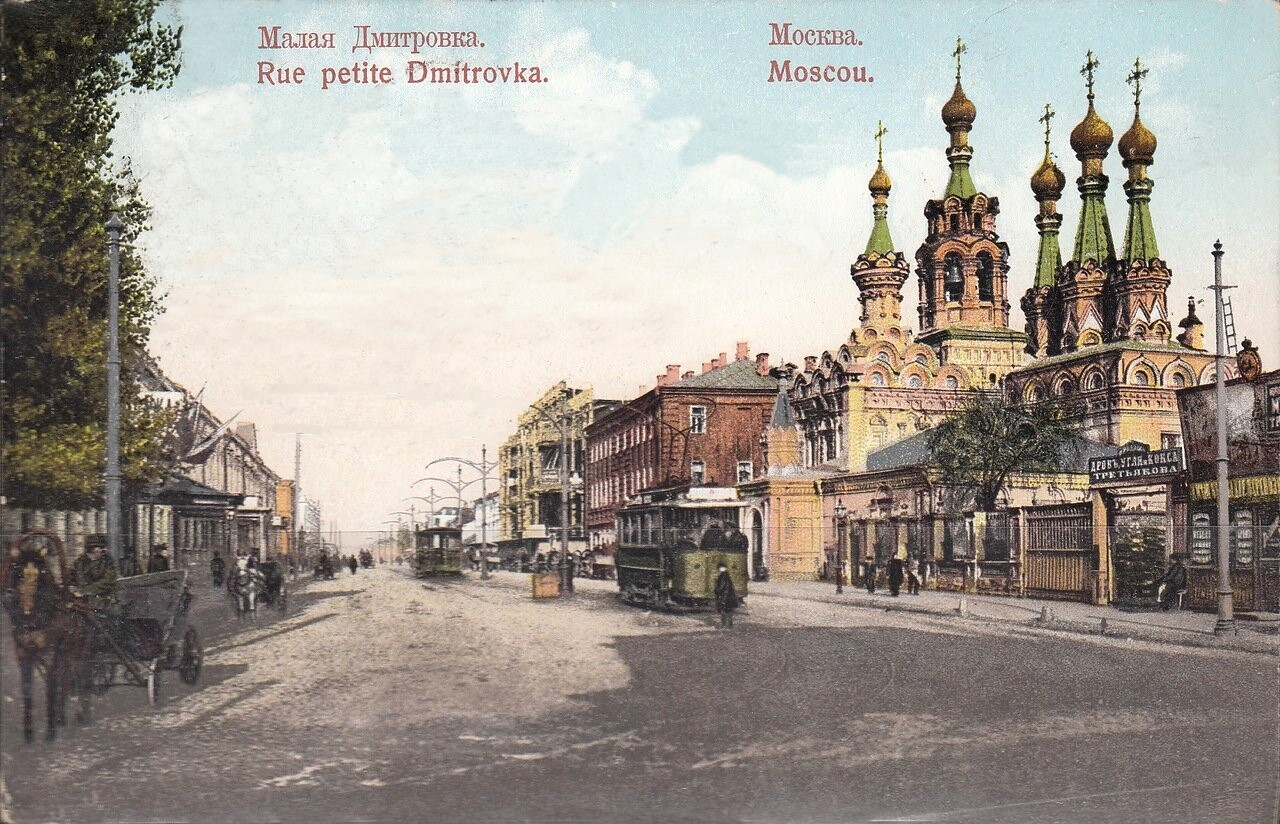
Postal anterior a 1917
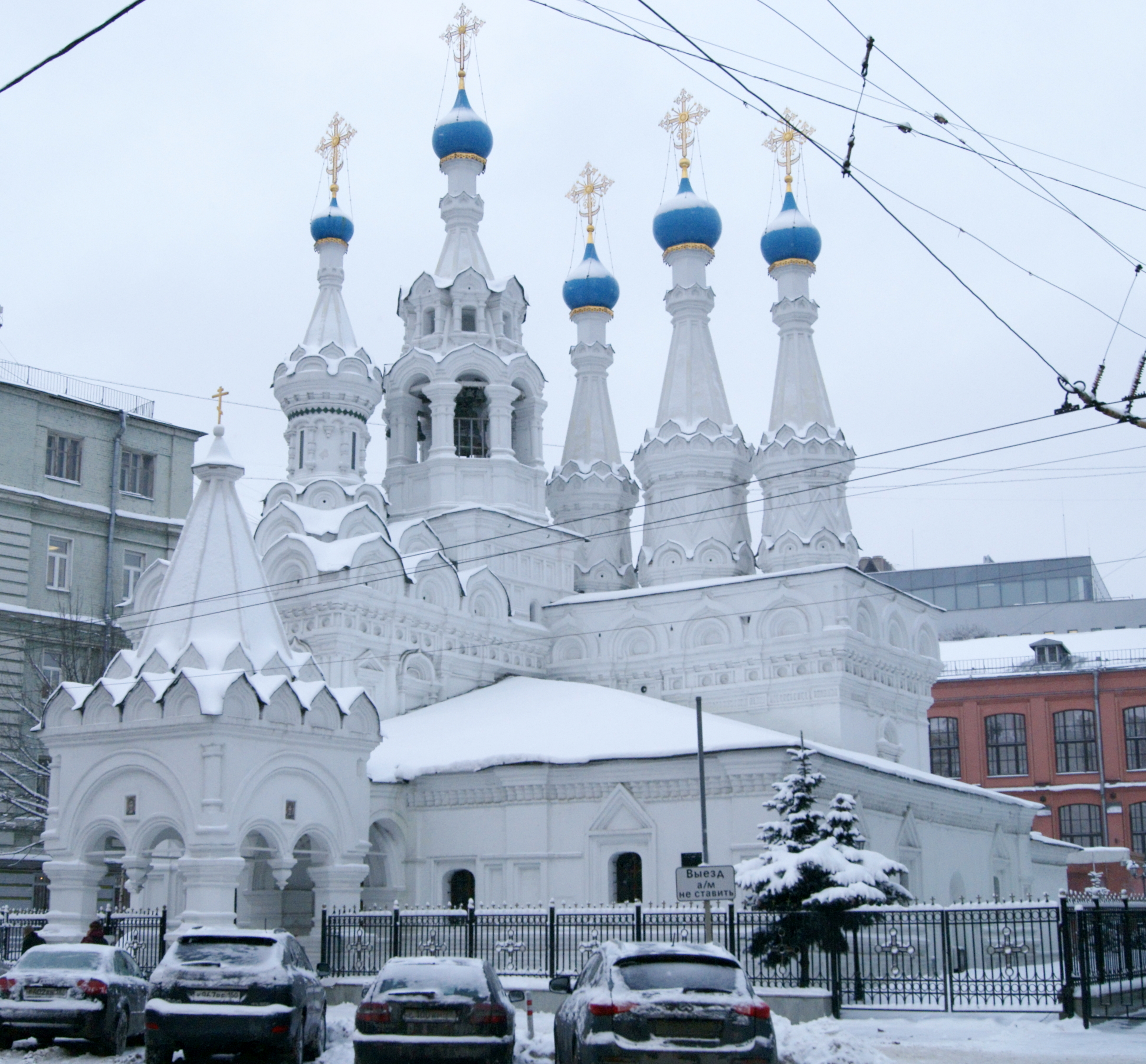
Diciembre de 2009
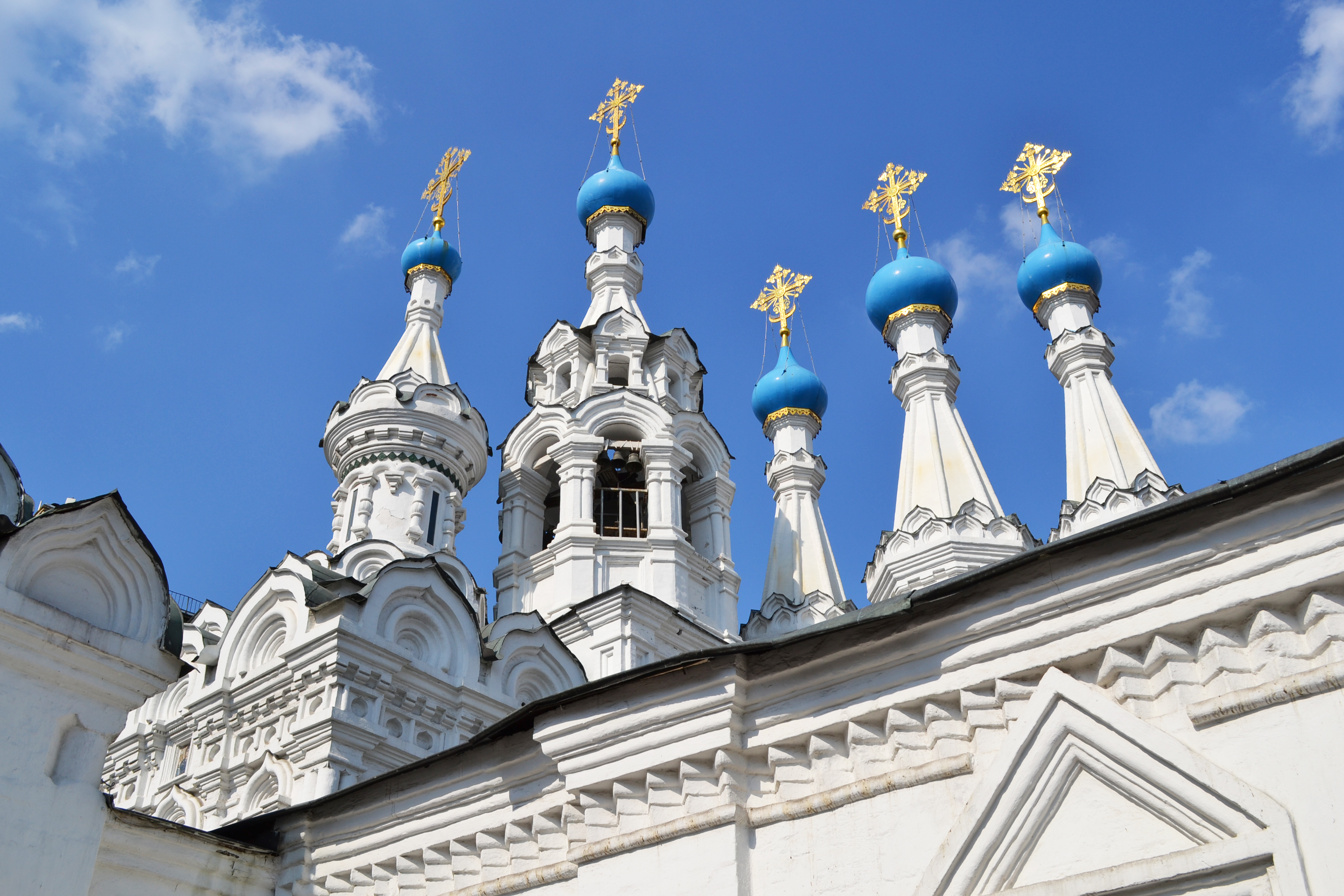
Los cinco remates de la cubierta en pabellón
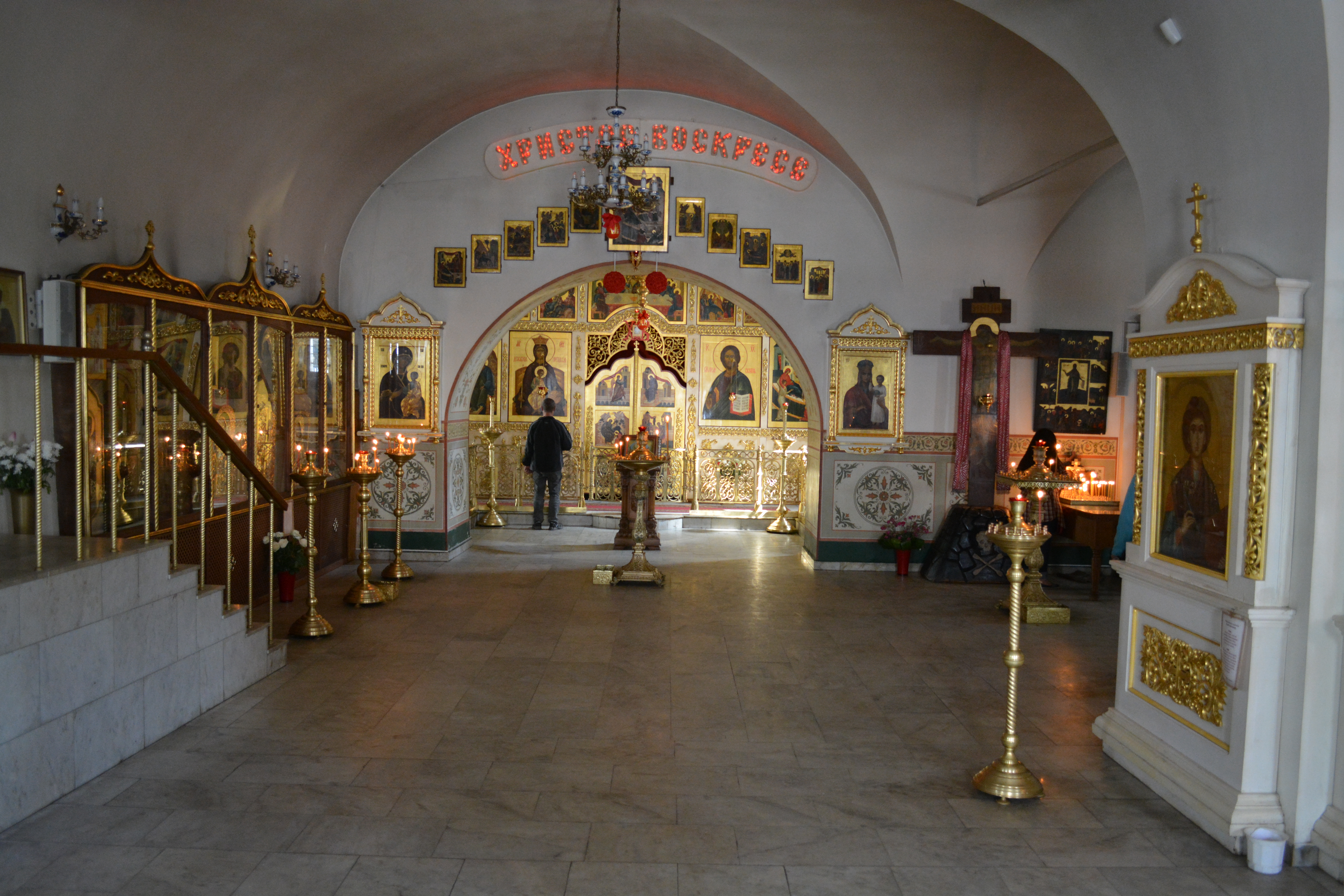
Interior de la iglesia
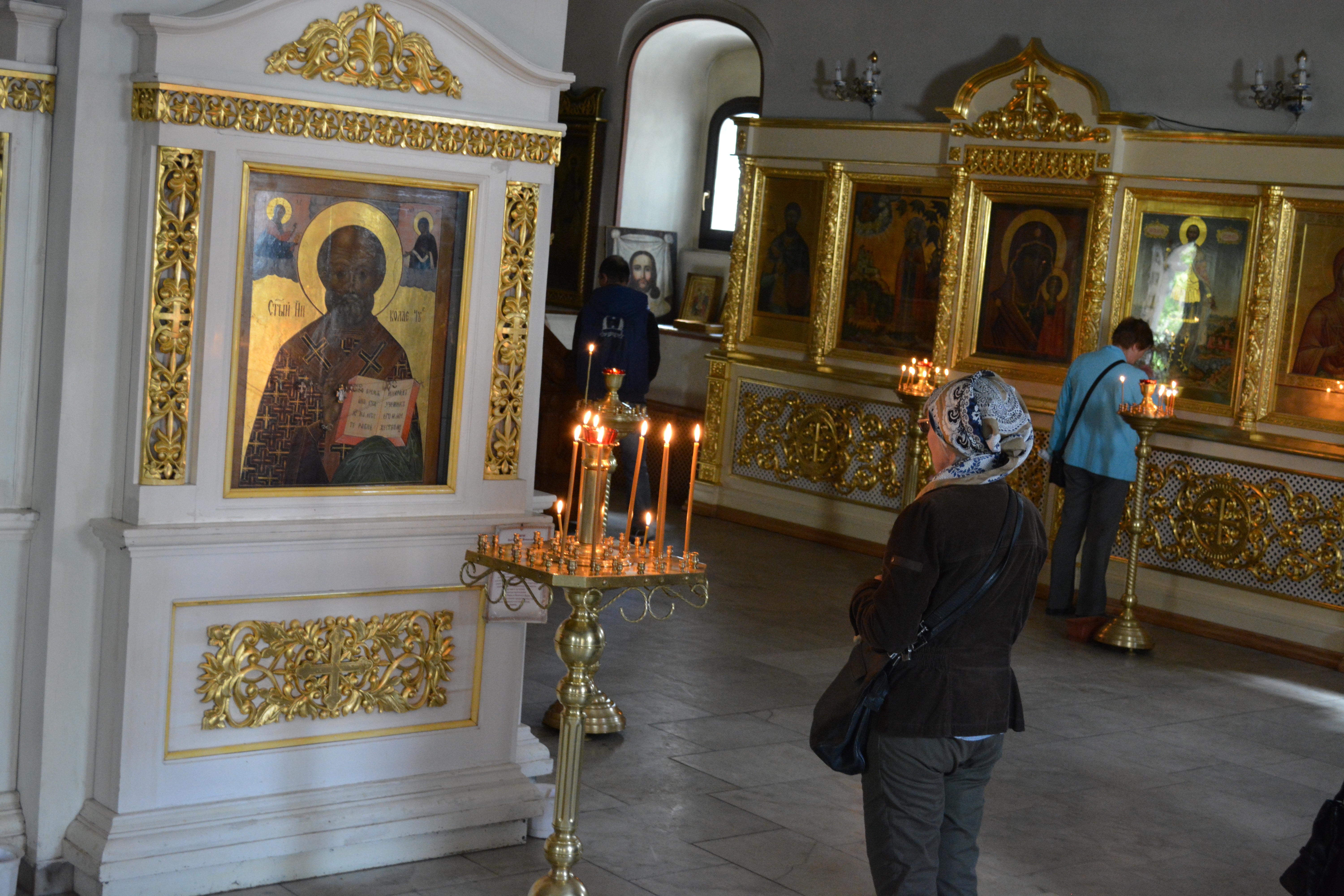
Interior de la iglesia